# Still Not Getting Any...
Pour les articles homonymes, voir Crazy.
Albums de Simple Plan
Live in Anaheim
(2004) MTV Hard Rock Live
(2005)
Singles
1. Welcome to My Life
Sortie : 14 septembre 2004
2. Shut Up!
Sortie : 22 février 2005
3. Untitled (How Could This Happen to Me?)
Sortie : 1er avril 2005
4. Crazy
Sortie : 18 octobre 2005

Still Not Getting Any... est le deuxième album du groupe québécois Simple Plan. Sorti le 26 octobre 2004, il a commencé à se faire connaître en France et en Europe début 2005. Cet album se démarque du style initial du groupe migrant vers une sonorité plus pop rock que punk, ce qui a permis son succès commercial. Les paroles de cet album sont plus graves et plus engagées même si elles parlent sur quelques chansons des problèmes des adolescents.

## Liste des chansons
1. Shut Up! (3:01)
2. Welcome to My Life (3:27)
3. Perfect World (3:51)
4. Thank You (2:54)
5. Me Against The World (3:11)
6. Crazy (3:36)
7. Jump (3:08)
8. Everytime (4:00)
9. Promise (3:32)
10. One (3:20)
11. Untitled (How Could This Happen to Me) (3:58)

## Welcome to my life
C'est sans doute le morceau le plus connu de l'album avec un style pop rock confirmé, c'est aussi le morceau le plus apprécié par les non-fans du groupe. C'est la chanson de Simple Plan la plus téléchargée sur le web.

## Certifications
| Pays             | Association       | Certification | Ventes/Équivalences |
| ---------------- | ----------------- | ------------- | ------------------- |
| Australie        | ARIA              | 2x platine    | 140 000             |
| Brésil           | Pro-Musica Brasil | or            | 50 000              |
| Canada           | CRIA              | 4x platine    | 400 000             |
| États-Unis       | RIAA              | platine       | 1 000 000           |
| France           | SNEP              | or            | 100 000             |
| Mexique          | AMPROFON          | or            | 50 000              |
| Nouvelle-Zélande | RIANZ             | platine       | 15 000              |
| Royaume-Uni      | BPI               | argent        | 60 000              |